# 安蒂奧克 (喬治亞州)
安蒂奥克（英語：Antioch）是位於美國喬治亞州特魯普縣的一個非建制地區。該地的面積和人口皆未知。

## 地理
安蒂奥克的座標為33°06′27″N 85°10′12″W / 33.10750°N 85.17000°W，而該地的平均海拔高度為226米（即741英尺）。